# 埃尔韦·戈迪尼翁

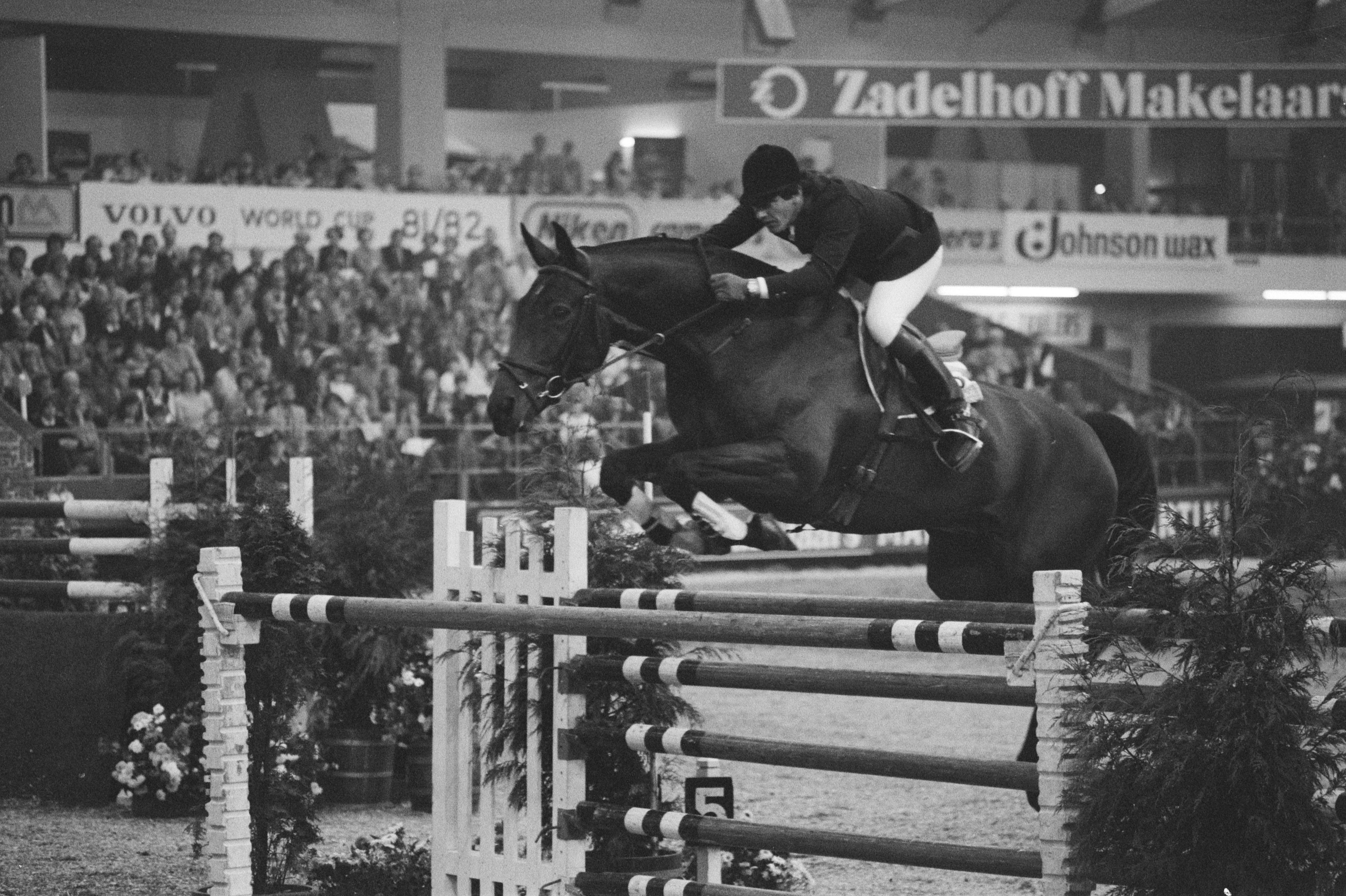
埃尔韦·戈迪尼翁

埃尔韦·戈迪尼翁（法語：Hervé Godignon，1952年4月22日—），法国男子马术运动员。他曾代表法国参加1992年和1996年夏季奥林匹克运动会马术比赛，其中1992年奥运会获得一枚铜牌。